# کاربندازیم
کاربندازیم (به انگلیسی: Carbendazim) یک ترکیب شیمیایی با شناسه پاب‌کم ۲۵۴۲۹ است. که جرم مولی آن 191.187 g/mol می‌باشد. شکل ظاهری این ترکیب، پودر خاکستری روشن است.

## سم قارچ‌کش کاربندازیم چیست؟
قارچ‌کش کاربندازیم قارچ‌کشی سیستمیک و عمومی است که در طیف وسیعی برای پیشگیری و کنترل بیماری‌های گیاهی در محصولات زراعی، باغی و زینتی استفاده می‌شود. کاربندازیم به‌صورت پودر خاکستری‌رنگ است و قابلیت حلالیت بالایی در آب دارد. این قارچ‌کش به‌سرعت از طریق برگ و ریشه توسط گیاه جذب می‌شود.
کاربندازیم قارچ‌کشی سیستمیک از گروه بنزیمیدازول‌هاست که روی بسیاری از پاتوژن‌های قارچی کارایی بسیار خوبی دارد. قارچ‌کش کاربندازیم در تماس با رطوبت مولکول‌هایش شکسته می‌شود که بسته به شرایط محیطی و فعالیت میکروبی متفاوت است و اثرش به‌مرور از بین می‌رود. کاربندازیم مثل سایر بنزیمیدازول‌ها در گیاه از پایین‌به‌بالا حرکت آپوپلاستیک و هم حرکت آکروپتالی (در سطح برگ) دارد. به‌ندرت حرکت سیمپلاست در اینها مشاهده می‌گردد. بنزیمیدازول‌ها عموماً در برگ‌های جوان متمرکز می‌شوند و به‌ندرت از سمت بافت‌های جوان به بافت‌های مسن منتقل می‌شود. این قارچ‌کش بازدارنده سنتز B-tubulin است که بازدارنده سنتز میکروتوبول‌هاست که باعث ازهم‌گسیختگی کروموزوم‌ها طی تقسیم میوز و میتوز می‌شود. این قارچ‌کش باعث کشندگی زنبورهای گرده‌افشان و سایر حشرات گرده‌افشان می‌شود به همین دلیل در فصول گرده‌افشانی نباید از این محصول استفاده شود.

## موارد مصرف کاربندازیم
همان‌طور که گفته شد این محصول سیستمیک است و به‌سرعت توسط گیاه از طریق ریشه و برگ جذب می‌شود. قارچ‌کش کاربندازیم قارچ‌های ناقص، آسکومیست‌ها و تعدادی از بازیدیومیست‌ها را در کلیه محصولات از درختان میوه گرفته تا سبزی‌ها و … کنترل می‌کند و همچنین برای ضدعفونی بذور غلات و پنبه و کنترل بیماری‌های قارچی روی میوه‌ها در انبار نیز استفاده می‌شود. در قسمت بعدی نحوه مصرف کاربندازیم همراه با دوز مصرفی در تعدادی از گیاهان بیان شده‌است.
| نوع محصول | بیماری              | مقدار مصرف                               |
| گندم و جو | سیاهک آشکار و پنهان | ۲ در ۱۰۰۰ به طریق ضدعفونی بذر قبل از کشت |

## فواید قارچ‌کش کاربندازیم
- برای ضدعفونی بذرها قبل از کاشت استفاده می‌شود.
- ضدعفونی قلمه
- جهت ضدعفونی‌کردن بستر کاشت استفاده می‌شود.
- قابلیت حلالیت بالایی در آب دارد.
- به‌سرعت از طریق برگ و ریشه توسط گیاه جذب می‌شود.
- جلوگیری از مرگ گیاهچه

## دوره کارنس کاربندازیم
دوره کارنس قارچ‌کش کاربندازیم ۴ تا ۱۴ روز است که بسته به نوع گیاه طول این دوره متفاوت است.

## انواع قارچ‌کش کاربندازیم
قارچ‌کش کاربندازیم تنوع زیادی ندارد، یک مورد که اینجا می‌توان به آن اشاره کرد ایپرودیون کاربندازیم است که در بازار هم موجود است. ایپرودیون کاربندازیم دارای ۳۵ درصد ایپرودیون و ۱۷٫۵ درصد کاربندازیم هست و به همین دلیل بیشتر اثر حفاظتی دارد تا اثر معالجه‌کننده.

## طریقه استفاده از قارچ‌کش کاربندازیم
فرمولاسیون قارچ‌کش کاربندازیم به‌صورت پودری است که هم به روش خاکی و هم محلول‌پاشی استفاده می‌شود و بسته به نوع گیاه و علایم میزان دوز مصرفی متفاوت است.
| محصول                    | نوع بیماری                      | خاکی      | محلول‌پاشی |
| گندم                     | سیاهک آشکار                     | ۱ در ۱۰۰۰ | –         |
| جو                       | سیاهک آشکار                     | ۲ در ۱۰۰۰ | –         |
| زینتی و صیفی‌جات (گلخانه) | مرگ گیاهچه، پوسیدگی ریشه و طوقه | ۱ در ۱۰۰۰ | ۱ در ۱۰۰۰ |
| درختان میوه              | لکه سیاه سیب، سفیدک سطحی        | ۱ در ۱۰۰۰ | ۱ در ۱۰۰۰ |

### نحوه استفاده از قارچ‌کش کاربندازیم برای گیاهان آپارتمانی
قارچ‌کش کاربندازیم در گیاهان آپارتمانی برای کنترل بیماری‌هایی که موجب پوسیدگی می‌شود مصرف می‌گردد. بهترین زمان برای استفاده از این ترکیب قبل از آلودگی گیاه یا به‌محض رویت اولین علایم آلودگی هست. نحوه استفاده هم در گیاهان آپارتمانی به این صورت هست که ۱ گرم از قارچ‌کش در یک لیتر آب حل شود سپس به‌صورت محلول‌پاشی یا همراه با آب آبیاری مصرف شود. در صورت تداوم علائم در گیاه یک هفته تا ۱۰ روز بعد هم باید مصرف شود.

### کاربندازیم برای گوجه
ایپرودیون کاربندازیم در کشت‌های مختلف از جمله گندم، هلو، انگور، گوجه و … مصرف می‌شود و تأثیر خیلی خوبی روی طیف وسیعی از بیماری‌های قارچی مثل بوتریتیس، فوزاریوم، مونیلیا و آلترناریا دارد.

### قارچ‌کش کاربندازیم برای سانسوریا
از قارچ‌کش کاربندازیم برای پیشگیری یا سم‌پاشی حفاظتی در گیاهانی از جمله سانسوریا، فیکوس، دیفن باخیا، کاکتوس، یوکا و … می‌توان استفاده کرد. اگر گیاهتان با بیماری در گیر شد در درجه اول توصیه می‌شود بیماری به‌درستی تشخیص داده شود و در مرحله بعد، برای کنترل از سم استفاده شود. یکی از بیماری‌های شایع در سانسوریا آنتراکنوز هست. بهتر هست برای کنترل این بیماری در سانسوریا از کاربندازیم استفاده نشود و به‌جای ترکیبات مسی مصرف شود. هم چنین برای تأثیر بهتر قارچ‌کش باید رطوبت محیط را باید به‌طور کامل کاهش دهید.

## زمان استفاده از قارچ‌کش کاربندازیم
از قارچ‌کش کاربندازیم جهت پیشگیری از بیماری‌های قارچی به‌صورت دوره‌ای می‌توان هر ۳۰ تا ۴۰ روز یکبار برای کل گلخانه استفاده کرد و در صورت بروز علایم جهت کنترل بیماری بهتر هست در همان مراحل اولیه که گیاه درگیر شده سم‌پاشی انجام شود.
زمان سم‌پاشی بهتر هست پس از سیراب کردن گیاهان و در ساعت‌های خنک روز مثل صبح یا عصر که روزنه برگ‌ها باز هست انجام شود و از انجام سم‌پاشی در هوای بادی و بارانی پرهیز کنید.

## قابلیت اختلاط سم قارچ‌کش کاربندازیم
از نظر اختلاط با سایر حشره‌کش‌ها و قارچ‌کش‌ها محدودیتی ندارد ولی تأکید می‌شود قبل از استفاده در سطح کوچکی تست اختلاط انجام شود. با ترکیبات قلیایی مثل بردو قابل اختلاط نمی‌باشد.

## تفاوت کاربندازیم با مانکوزب
قارچ‌کش کاربندازیم خاصیت سیستمیک دارد ولی مانکوزب خاصیت تماسی دارد و باید به‌طور کامل سطح گیاه پوشش داده شود همچنین خاصیت کنه‌کشی دارد و به‌خاطر ترکیبات سازنده‌اش می‌تواند کمبود روی و منگنز را جبران کند.

## کاربندازیم ۶۰ درصد
فرمولاسیون قارچ کش کاربندازیم ۶۰ درصد به صورت پودر و میزان ماده موثره آن ۶۰۰ گرم در کیلوگرم است. قارچ‌کشی سیستمیک است که به سرعت از طریق ریشه و برگ جذب شده و منتقل می‌گردد. پادزهر این سم انواع بابیتورات هست.

## عوارض کاربندازیم
گرچه برای انسان و حیوانات زیاد خطرناک نیست ولی به‌طورکلی همیشه تأکید شده قبل از سم‌پاشی از ماسک و دستکش استفاده شود. از علائم مسمومیت با کاربندازیم می‌توان به تهوع، سردرد، اختلال در بینایی و … اشاره کرد که در صورت مشاهده هرکدام از این نشانه‌ها باید به پزشک مراجعه کنید.